# リヒテンベルク (オーバーフランケン)
リヒテンベルク (ドイツ語: Lichtenberg, ドイツ語発音: [ˈlɪçt̩nbɛrk]) は、ドイツ連邦共和国バイエルン州オーバーフランケン行政管区ホーフ郡に属する市で、リヒテンベルク行政共同体の本部所在地。この市はリヒテンベルク城趾と接している。

## 地理

### 位置
リヒテンベルクはゼルビッツ渓谷上の山間部高地に位置する。この市はフランケンヴァルト自然公園に属している。

### 自治体の構成
本市は、公式には8つの地区 (Ort) からなる。このうち孤立農場などを除く集落は、首邑のリヒテンベルクのみである。

## 歴史

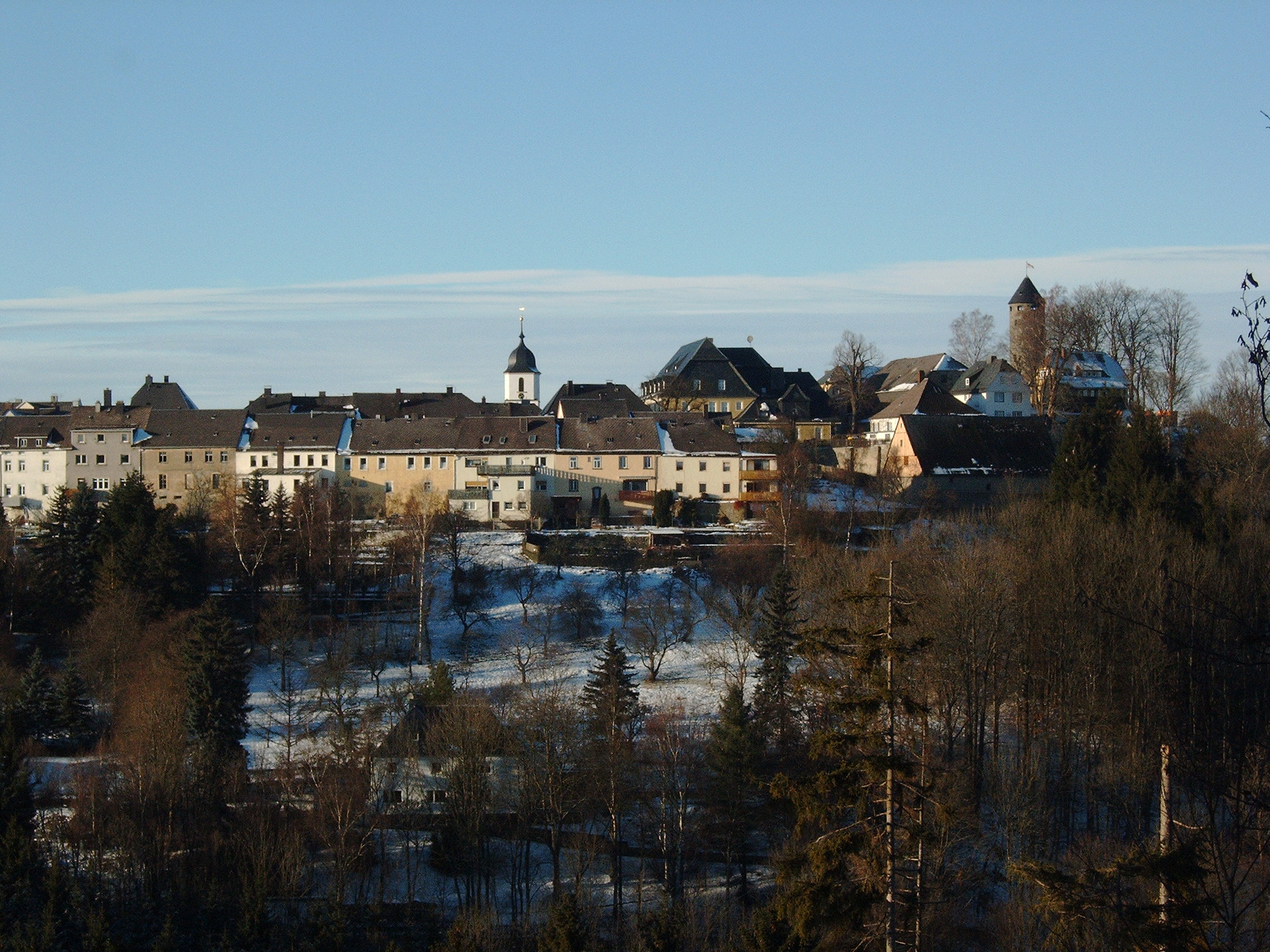
リヒテンベルク

城の歴史は814年にまで遡る。12世紀になるとメラニエン公がこれを新築、拡張した。1248年に町と城は、オーラミュンデ伯に遺産相続された。1337年にリヒテンベルクは初めて文献に登場し、都市権を有していたことが証明されている。中世後期から1792年まで市はホーエンツォレルン家のブランデンブルク＝バイロイト選帝侯領に属した。1792年にリヒテンベルクはバイロイト選帝侯領とともにプロイセン王国の支配下に入った。1807年のティルジットの和約で、プロイセン王国は、バイロイト選帝侯領をフランスに手放した。1810年、リヒテンベルクを含むバイロイト選帝侯領は最終的にバイエルン王国のものとなった。

## 文化とレクリエーション

### 音楽
リヒテンベルクには、オーバーフランケンを代表する国際的な音楽教育施設『Haus Marteau』がある。ここでは一年中マスタークラスが実施されている。

### 中世祭り
毎年9月に城趾で、リヒテンベルク城愛好家が中世祭りを開催する。

### フランケンヴァルト湖レクリエーションセンター
リヒテンベルクの南部にフランケンヴァルト湖がある。この湖の畔にあるレクリエーションセンターは、多彩な休暇施設を用意している。屋外レストランのある遊泳場、風呂と食事、多目的ホール、キャンプ場、休暇村などがある。

## 人口
| - 1840年 - 989人 - 1871年 - 832人 - 1900年 - 961人 - 1925年 - 978人 - 1939年 - 949人 | - 1950年 - 1,481人 - 1960年 - 1,259人 - 1970年 - 1,281人 - 1980年 - 1,142人 - 1990年 - 1,168人 | - 2000年 - 1,199人 - 2004年 - 1,160人 |

（出典：バイエルン州統計・情報管理局）

## 経済と社会基盤

### 地元企業
- LIROS - Rosenberger Tauwerk GmbH
- Hans Schmidt Kartonagen und Druck GmbH
- Brauerei Sonnenbräu

## 名誉市民
- アンリ・マルトー (1874 - 1934)、ヴァイオリニスト、作曲家